# آلف-اینگه هالند
آلف-اینگه هالند (نروژی: Alf-Inge Håland؛ زادهٔ ۲۳ نوامبر ۱۹۷۲) بازیکن سابق فوتبال اهل نروژ است.
وی در تیم ملی فوتبال نروژ ۳۴ بازی انجام داده است و عضو این تیم در جام جهانی فوتبال ۱۹۹۴ بوده است.
همچنین او پدر ارلینگ هالند بازیکن تیم ملی فوتبال نروژ و در حال حاضر باشگاه فوتبال منچستر سیتی نیز است.